# 第123独立領土防衛旅団 (ウクライナ領土防衛隊)
第123独立領土防衛旅団（だい123どくりつりょうどぼうえいりょだん、ウクライナ語: 123-тя окрема бригада територіальної оборони）は、ウクライナ領土防衛隊の旅団。南部作戦管区隷下。

## 概要

### ドンバス戦争
2018年6月30日、ドンバス戦争の影響に伴い、ウクライナ領土防衛隊の動員が開始され、ムィコラーイウ州で創設された。

### ロシアのウクライナ侵攻

#### 南部・ムィコラーイウ戦線
2022年2月24日、ロシアのウクライナ侵攻で南部ムィコラーイウ州に配備され、ムィコラーイウ市を防御した。3月に第187独立領土防衛大隊がムィコラーイウを北から迂回するロシア軍をボズネセンスクで撃退し、4月にはムィコラーイウからもロシア軍を撃退した。

#### 南部・ヘルソン戦線

第123旅団旗

2022年9月、南部ヘルソン州に再配置され、ヘルソン方面を防御した。

#### 東部・南ドネツク戦線
2024年9月、東部ドネツィク州ヴォルノヴァーハ地区に再配置され、第72独立機械化旅団の救援でヴフレダールを防御したが、絶望的な戦況だったため陣地から無断撤退し、第186独立領土防衛大隊のイーホル・フリブ大隊長が戦死した。

## 編制
- 旅団司令部（ムィコラーイウ）
- 第186独立領土防衛大隊（ペルボマイシク）
- 第187独立領土防衛大隊（ヴォズネセンスク）
- 第188独立領土防衛大隊（オチャキウ）
- 第189独立領土防衛大隊（ヴィトウスキー）
- 第190独立領土防衛大隊（バシュタンカ）
- 第191独立領土防衛大隊（ペルボマイスケ）
- 第255独立領土防衛大隊
- 第48独立強襲大隊

- 火力支援中隊
- 迫撃砲中隊
- 対破壊工作中隊
- 戦闘・後方支援隊
- 衛生隊